# Московско примирие (1944)
Московското примирие е подписано към края на участието на България във Втората световна война. Примирието е подписано на 28 октомври 1944 година в Москва, между правителството на България, от една страна, и правителствата на Съветския съюз, Великобритания и САЩ, от друга.

## Предпоставки
С подписването на споразумението на 5 октомври 1944 г. в Крайова се урежда положението на българските войски на югославска територия, сражаващи се срещу германските войски във взаимодействие с ЮНОВ и Съветската армия. Така се създават условия за подписването на примирие. От друга страна в началото на октомври в Москва пристигат английският премиер-министър Уинстън Чърчил и неговият министър на външните работи Антъни Идън. Целта на тяхната визита е уеднаквяването позициите по някои възлови въпроси на заключителния етап на войната в Европа. В състоялите се разговори, поради започналата кампания за президентски избори не може да вземе участие президентът на САЩ Франклин Рузвелт. Вместо него в разискванията участва посланикът на САЩ в СССР Аверил Хариман. На 11 октомври 1944 г. съветският министър на външните работи Вячеслав Молотов информира България за взетите решения относно разделянето на Балканския полуостров на сфери на влияние – за България процентното отношение е 80 към 20 в полза на СССР и 50 към 50% спрямо Югославия. В хода на състоялите се разговори, съветското ръководство се отнася отрицателно към използването на английските въоръжени сили в разрешаването на политическия конфликт в Гърция с ЕАМ-ЕЛАС, независимо от положението, че СССР признава значението на Гърция за английските интереси в региона. Приетите в Москва решения са предадени на българското правителство още същия ден, като в него се подчертава, че първото условие, което трябва да изпълни българското правителство, за да влезе в преговори за примирие, е българските военни сили да бъдат изтеглени съответно от гръцка и югославска територия, като това изтегляне трябва да се осъществи в срок от 15 дни. За упражняването на надзор по изпълнението на това условие е упълномощена създадената Съюзническа контролна комисия (СКК), намираща се под ръководството на съветската страна.

## Решения
Конференцията по примирието се провежда в Москва от 26 до 28 октомври 1944 г. Съветското правителство упълномощава за свой представител маршал Толбухин, а правителствата на Великобритания и САЩ – генерал-лейтенант Джеймс Хамел. Българската делегация на преговорите за примирие се състояла от Петко Стайнов, Добри Терпешев, Никола Петков и Петко Стоянов. Според това Споразумение България се задължава да предостави своите въоръжени сили под ръководството на Съюзното (Съветското) Главно командване за война срещу Германия; българската армия, гражданската администрация и всички български граждани се изтеглят от Вардарска Македония, Поморавието и Беломорска Тракия; същевременно България се задължава да заплати репарации за нанесените вреди на Гърция и Югославия. България осигурява за своя сметка безпрепятствено придвижване през своята територия на съюзническите (съветските) войски по суша, вода и въздух; България изплаща парични суми и предоставя гориво, храна и др., нужни на Съюзното (Съветското) Главно командване. За изпълнението на тези клаузи ще следи Съюзна контролна комисия (СКК), оглавявана от съветския генерал Бирюзов. Всички фашистки организации следва се разтурят, а лицата обвинени във военни престъпления, изпратени на съд. Българското правителство се задължават да върне изнесените от Гърция и Югославия ценности и материали. Същевременно то трябва да подпомогне с хранителни и други материали двете страни. Въпреки че вече воюва срещу Германия, България не получава статут на съвоюваща страна. На практика правителството на ОФ вече доброволно и предварително е изпълнило почти всичките клаузи на Споразумението.
Примирието поставя България в положение на окупирана държава (в случая – от съветската армия), под опеката на Съюзната контролна комисия (в случая – под диктата на нейния председател генерал Бирюзов), което ще рече, че България е под съветска окупация. За България то е подписано от министъра на външните работи Петко Стайнов.